# Generation X (musikgrupp)
Generation X var ett brittiskt punkband bildat 1976 av Billy Idol (William Broad), Tony James och John Towe och Mark Laff. Bandet har bland annat spelat in klassikerna "Dancing with Myself", "Ready Steady Go!" och "Your Generation" (vilken var en pastisch på The Who's "My Generation"). Billy Idol gjorde senare solokarriär och hade då hits som "White Wedding", "Rebel Yell" och "Dancing with Myself" (nyinspelning, utan sitt gamla band Generation X).

## Diskografi
Studioalbum
- 1978 – Generation X
- 1979 – Valley of the Dolls
- 1979 – Sweet Revenge (utgiven 1998)
- 1981 – Kiss Me Deadly (som "Gen X")

Livealbum
- 2002 – Live at the Paris Theatre '78 & '81
- 2002 – Radio 1 Sessions (inspelat 1977–1979)
- 2003 – Live at Sheffield
- 2005 – Live

Singlar (topp 100 på UK Singles Chart)
- 1977 – "Your Generation" / "Day by Day" (#36)
- 1978 – "Ready Steady Go" / "No No No" (#47)
- 1978 – "King Rocker" / "Gimme Some Truth" (#11)
- 1979 – "Valley of the Dolls" / "Shakin' All Over" (#23)
- 1979 – "Friday's Angels" / "Trying for Kicks" / "This Heat" (#62)
- 1980 – "Dancing with Myself" / "Ugly Rash" (som "Gen X") (#62)